# لوكا بيتي
لوكا بيتي (بالإيطالية: Luca Betti)‏ مواليد 22 فبراير 1978، هو سائق راليات إيطالي. بدأ مسيرته في سنة 2000. كان أول رالي له هو رالي ويلز 2000. شارك في بطولة العالم للراليات. شارك في رالي التحدي عبر القارات.

## روابط خارجية
- لوكا بيتي على موقع Rallye-info.com (الإنجليزية)
- لوكا بيتي على موقع eWRC-results.com (الإنجليزية)